# Superliga de Kosovo 2022-23
La Superliga de Kosovo 2022-23 es la 24.ª edición de la Superliga de Kosovo. La temporada comenzó el 13 de agosto de 2022 y terminará en mayo de 2023.
La liga cambia de patrocinio y ahora es BKT Superliga.

## Sistema de competición
Un total de 10 equipos participan entre sí todos contra todos 4 veces, totalizando 36 fechas. Al final de la temporada el primer clasificado se proclama campeón e irá a la Liga de Campeones 2023-24, el segundo obtiene un cupo a la Liga Europa Conferencia 2023-24; por otro lado los dos últimos clasificados descienden a la Liga e Parë 2023-24, mientras que el octavo jugará el play-off por la permanencia contra el tercero de la Liga e Parë 2022-23.
Un cupo para la Liga Europa Conferencia 2023-24 será asignado al ganador de la Copa de Kosovo.

## Relevos
| Pos | a la Superliga |
| --- | -------------- |
| 1.° | Trepça'89      |
| 2.° | Ferizaj        |

| Pos   | a la Liga e Parë |
| ----- | ---------------- |
| 9.°   | Ulpiana          |
| 10.°. | Feronikeli       |

## Equipos participantes
- En negrita los que llevan licencia de la UEFA.[2]

| Equipo    | Ciudad    | Estadio                | Capacidad |
| --------- | --------- | ---------------------- | --------- |
| Ballkani  | Suva Reka | Estadio Suva Reka      | 1500      |
| Drenica   | Skenderaj | Estadio Bajram Aliu    | 3000      |
| Drita     | Gnjilane  | Estadio Gjilan City    | 15000     |
| Dukagjini | Klina     | Estadio 18 de Junio    | 1000      |
| Ferizaj   | Ferizaj   | Estadio Ismet Bashani  | 2000      |
| Gjilani   | Gnjilane  | Estadio Gjilan City    | 15000     |
| Llapi     | Podujevo  | Estadio Zahir Pajaziti | 10000     |
| Malisheva | Malisevo  | Estadio Liman Gegaj    | 1800      |
| Pristina  | Pristina  | Estadio Fadil Vokrri   | 13000     |
| Trepça'89 | Mitrovica | Estadio Riza Lushta    | 2000      |

## Tabla de posiciones
| Pos. | Equipo        | Pts. | PJ | G  | E  | P  | GF | GC | Dif. | Clasificación 2023-24                       |
| ---- | ------------- | ---- | -- | -- | -- | -- | -- | -- | ---- | ------------------------------------------- |
| 1    | Ballkani (C)  | 73   | 36 | 20 | 13 | 3  | 62 | 32 | +30  | Primera ronda de la Liga de Campeones       |
| 2    | Drita         | 70   | 36 | 20 | 10 | 6  | 63 | 31 | +32  | Primera ronda de la Liga Europa Conferencia |
| 3    | Gjilani       | 54   | 36 | 13 | 15 | 8  | 34 | 34 | 0    | Primera ronda de la Liga Europa Conferencia |
| 4    | Dukagjini     | 50   | 36 | 14 | 8  | 14 | 41 | 37 | +4   | Primera ronda de la Liga Europa Conferencia |
| 5    | Pristina      | 48   | 36 | 12 | 12 | 12 | 46 | 36 | +10  |                                             |
| 6    | Malisheva     | 46   | 36 | 12 | 10 | 14 | 52 | 52 | 0    |                                             |
| 7    | Llapi         | 43   | 36 | 11 | 10 | 15 | 44 | 50 | −6   |                                             |
| 8    | Ferizaj (D)   | 41   | 36 | 10 | 11 | 15 | 31 | 50 | −19  | Play-off de relegación                      |
| 9    | Trepça'89 (D) | 40   | 36 | 10 | 10 | 16 | 46 | 62 | −16  | Descenso a la Liga e Parë 2023-24           |
| 10   | Drenica (D)   | 23   | 36 | 6  | 5  | 25 | 27 | 62 | −35  | Descenso a la Liga e Parë 2023-24           |

Actualizado a los partidos jugados el 28 de mayo de 2023.
 Fuente: Soccerway

## Play-off de permanencia
| 04 de junio de 2023 | Ferizaj                      | 0-0 (0-3 p.)               | Liria Prizren                          | Zahir Pajaziti Stadium, Podujevo |  |
| 15:00               |                              |                            |                                        |                                  |  |
|                     |                              | Tiros desde el punto penal |                                        |                                  |  |
|                     | - Fazliu - Haxhimusa - Orana |                            | - Memaj - Berisha - Topallaj - Jashari |                                  |  |

Liria Prizren asciende a la Superliga de Kosovo, Ferizaj desciende a la Liga e Parë.